# Сёрдж
Сёрдж (подви́жка ледника; англ. surge [sɜːdʒ] — всплеск) — резкое увеличение скорости движения ледников (до 300 м в сутки).
Сёрдж является регулярным явлением, одной из стадий пульсаций (быстрых периодических колебаний) ледников различных морфогенетических типов, преимущественно горно-долинных. Современные сёрджи и вызванные ими стихийные бедствия известны во всех районах современного оледенения, включая Антарктиду и Гренландию. Катастрофические гляциальные суперпаводки (селевые потоки), часто возникающие при прорывах образовавшихся в результате ледниковых сёрджей подпрудных озёр, приводят к гибели большого числа людей и другим трагическим последствиям, а также сильно изменяют рельеф и строение земной поверхности.

## Терминология и сущность явления

### О термине
Понятия «сёрдж», «ледниковый сёрдж» появились в конце XVI века, когда начались специальные, полустационарные или даже редкие стационарные наблюдения за пульсирующими ледниками Европы.
В России об этом явлении знали немного, да и сами ледники были мало изучены. Существовали лишь отдельные редкие упоминания о них — например, с середины XIX века велись инженерные наблюдения за Девдоракским ледником на Кавказе, подвижки которого деформировали Военно-Грузинскую дорогу.
После трагических событий 1963 года в верховьях реки Ванч (Горный Бадахшан) периодические сёрджи ледника Медвежьего и катастрофические прорывы Абдукагорского ледниково-подпрудного озера привлекли внимание учёных СССР, в результате чего стали появляться десятки публикаций о пульсирующих ледниках и их подвижках.
В 1970-х годах выяснилось, что на территории СССР, кроме упомянутых выше, имеются и другие пульсирующие ледники. В это время гляциологами, в том числе и советскими, было установлено, что такие нестабильные ледники существовали и в исторически недавнем прошлом (например, ледник Географического общества и др.).
Понятия «подвижка ледника» и «пульсирующий ледник» в данном выше русском словарном определении (1984 год) уже в середине 1960-х годов стало входить в отечественный научный обиход.
В связи с тем, что люди в ледниковых горах Евразии и Северной Америки, освоенных несравнимо плотнее горных районов СССР, испытывали бедствия как от сёрджей, так и от порождённых ими йоукюльхлёйпов (катастрофических прорывов озёр), физика и география этих процессов подробно изучалась учёными в этих местах уже давно. Более четырёхсот лет отдельные пульсирующие ледники и приледниковые озера систематически исследовались в Альпах, на Скандинавском полуострове, в Гималаях, в Патагонии, Исландии и во многих других местах. Например, сведения о подвижке ледника Фернагтфернер в Австрийских Альпах, которая сопровождалась катастрофическими прорывами возникавшего при этом подпрудного озера, картографировались многократно, начиная с 1599 года. В этой долине была организована одна из первых в мире гляциологических полевых научных станций. Благодаря этому уже в первой половине XX века выработалась и устоялась специальная терминология процессов, связанных с сёрджами.
А. Харрисон, изучавший в течение нескольких лет пульсирующий ледник Малдроу на Аляске, предложил терминологически «возродить» выражение Г. Хойнкса «glacier surge» («ледниковый всплеск»). Так в последнюю четверть XX века начался процесс унификации профессиональной лексики. В связи с этим международный термин «ледниковый сёрдж» вошёл и в российскую науку, наряду с традиционными русскоязычными «подвижка» и «пульсация» ледников (которые не являются строгими синонимами). А сами динамически нестабильные ледники, которым свойственно это явление, называются пульсирующими (англ. surging glaciers). В то же время термин «йоукюльхлёйп» начал стремительно терять свою универсальность на Западе и применяется сейчас в основном в своём точном значении, а в России почти не известен и до сих пор. В мировую практику в настоящее время входят более точные термины, обозначающие флювиогляциальные катастрофы (как прорывы подпрудных озёр, так и потоки, которые возникают при этих прорывах: прорывы озёр, катастрофические прорывы, суперсели, суперпаводки, дилювиальные потоки, потопы, фладстримы, мегафлады и т. п.). Когда появились доказательства существования пульсирующих ледников четвертичных ледниковых покровов Северного полушария, вышли работы о современных подвижках некоторых выводных ледников Антарктиды, термин «сёрдж», как наиболее точный и всем понятный, утверждается и в России.
Естественный процесс создания единой международной научной терминологии показан здесь на примере термина «сёрдж». Однако эта проблема — терминологического взаимопонимания учёных разных стран — имеет отношение и к десяткам и сотням других понятий. По-видимому, этот «разрыв» в терминологии (и, отчасти, в знаниях) можно объяснить многолетней изоляцией СССР от нормальных международных научных контактов. В период изоляции в стране появился свой понятийный аппарат, в котором, кроме терминов, созданных на основе славянских корней или корней, взятых из языков сибирских народностей (многие из последних, как раз, нашли применение во всём мире в своей традиционной фонетической форме или в виде кальки: йоукюльхлёйп, скэбленд, бараньи лбы, курчавые скалы, пинго, булгунняхи, тебелеры, кающиеся монахи (кальгаспоры, сераки), курумы, едомы, ропаки и многие другие), существует множество понятий, употреблявшихся исключительно в советской науке и практически неизвестных на Западе. Понятия эти образовывались с помощью так называемой «новой латыни» — искусственно соединённых между собой латинских корней (часто с изменённым значением) и латинских же аффиксов, что делало подобную терминологию непонятной без специального объяснения. Примерами могут служить такие понятия, как экзарация, пролювий, делювий, деструкций, деляпсий и сотни других, в том числе совершенно невозможный с точки зрения латинского словообразования термин «катафлювий».

### Сущность явления
По определению гляциолога А. Н. Кренке, подвижка ледника, сёрдж — это регулярное явление, представляющее собой одну из стадий пульсаций ледников. Однако сёрджи могут быть и единичными, разовыми. В этих случаях они возникают в результате резкого изменения внешних условий — накопления воды, обвала, землетрясений.
В таких ледниках в стадии подвижки разряжаются напряжения, которые накапливаются в стадию восстановления массы ледников. Установлено, что это приводит к повышению скорости движения льда и скорости кинематической волны на леднике на 1—2 порядка и более.
Например, Л. Д. Долгушин и Г. Б. Осипова писали, что на леднике Тралейка (Аляска) до подвижки скорость движения льда составляла 43 м/год, а скорость кинематической волны — 250 м/год. В момент же кульминации подвижки эти скорости возросли соответственно до 80—120 и 300—350 м/сут.
Начинаясь на одном из участков ледника, подвижка распространяется во все его стороны и вызывает перемещение масс льда из зоны оттока сверху в зону выноса в нижней части ледника. Ледник быстро дробится на отдельные крупные блоки, утончается в серединной части потока, а в языковой части вздыбливается, напоминая «бараний лоб». При этом также возникают боковые разломы вдоль бортов, изгибаются в петли срединные морены, формируются тектонические структуры, отражающие скольжение по сколам.

#### Пульсирующие ледники
Ледники, испытывающие единовременные или регулярные подвижки-сёрджи, называются пульсирующими. Сёрджи пульсирующих ледников, как полагает географ и гляциолог В. М. Котляков, возникают из-за нестационарности динамических связей в леднике. Резкие подвижки представляют собой релаксационные колебания, которые вызываются изменениями силы трения о дно ледниковой долины и дроблением льда.
Сёрджи каждого данного ледника имеют обычно постоянный период повторяемости, если не меняются внешние, главным образом, гидроклиматические условия. Однако на разных ледниках даже в схожих физико-географических условиях периодичность сёрджей может быть различной. Например, ледник Медвежий на Памире пульсирует каждые 10—15 лет, ледник Колка на Кавказе — примерно через 65—70 лет. Общая закономерность периодичности сёрджей даже в пределах конкретного бассейна в настоящее время не установлена.
К началу XXI века известны сотни пульсирующих ледников, наиболее хорошо они изучены на Аляске и в Альпах, которые относительно хорошо освоены. Известны многочисленные пульсирующие ледники во всех горных странах, несущих современное оледенение, главным образом — на Памире, на Кавказе, в горах Центральной Азии, на Шпицбергене. В настоящее время составляются каталоги пульсирующих ледников, осуществляется космический дистанционный мониторинг ледников Земли. В Институте географии РАН близко к завершению создание цифровой базы данных о пульсирующих ледниках Памира. Эта работа ведётся гляциологами России в рамках проекта создания единой гляциологической информационной системы.
В конце XX века появились сведения о сёрджах краёв выводных ледников материковых ледниковых покровов Антарктиды. Географ и геоморфолог М. Г. Гросвальд доказал факт крупных сёрджей краев Панарктического ледникового покрова на рубеже позднего плейстоцена и голоцена («Беломорская лопасть» Баренцевоморской части Арктического ледникового покрова). Эти взгляды разделяют и известные американские гляциологи Г. Дентон и Т. Хьюз.
Причины сёрджей многообразны и, по-видимому, до сих пор не все установлены. К ним, в частности, относят и своеобразие строения ледниковых долин, например, большие площади области питания и узкие выводные каналы стока льда; топографию продольных профилей долин пульсирующих ледников с наличием на ложе ригелей с обратными уклонами; накопление большого количества воды на ледниковом ложе (хотя остаётся так и не выясненным, как отмечал У. С. Б. Патерсон, сколько воды на ложе имеется в каждый данный момент, где она скапливается и как вытекает) Одной из причин сёрджей также могут являться сейсмические толчки, небольшие землетрясения, характерные для горных местностей. До сих пор всё ещё не ясен и механизм ледниковых сёрджей.
Главной проблемой сёрджей является то, что при резких, катастрофических, подвижках ледников их концы часто блокируют речной сток из других речных долин, вызывая тем самым образование озёр выше ледниковых плотин с весьма неустойчивым гидрологическим режимом (ледниково-подпрудные озера).
Время от завершения одной из подвижек пульсирующего ледника до завершения следующей называется периодом пульсации, который складывается из стадии подвижки и стадии восстановления.

##### Стадия подвижки
На стадии подвижки, по мнению В. М. Котлякова, происходит релаксационная разрядка напряжений, накопившихся на леднике за предшествующую ей стадию восстановления. Ледник с грохотом растрескивается, скорости движения льда увеличиваются на 1—2 порядка и более. Это приводит к перемещению масс льда из верховий ледника в его среднюю зону и низовья. Одновременно поверхность ледника в верховьях пульсирующей части сильно понижается, в средней части и в нижней части — повышается, а сам конец ледника начинает продвигаться вперёд.

##### Стадия восстановления
В стадию восстановления, после завершения подвижки, масса льда вновь начинает накапливаться в верховьях пульсирующей части, скорости движения льда ещё более увеличиваются, конец ледникового языка («лоб») увеличивает скорость продвижения до сотен метров в сутки, и ледник движется до тех пор, пока не восстановит свою начальную конфигурацию, предшествующую очередному сёрджу.
После завершения подвижки нижняя, приязыковая, часть ледника лишается нового поступления ледяной массы из области питания и начинает активно разрушаться комплексом агентов абляции, главным образом — таянием и испарением льда, механическим разрушением конца ледника водной, часто — катастрофической механической и тепловой эрозией.
Рост массы льда и увеличение напряжений в сочетании с деградацией конца ледника может создавать предпосылки для очередного сёрджа.

## Сёрджи второй половины XX — начала XXI веков
В настоящее время известны несколько сотен пульсирующих ледников. На территории бывшего СССР внимательно изучаются сёрджи десятков из них — Хрумкол, Девдораки, Колки на Кавказе, Мушкетова, Каинды, Шокальского, Абрамова, Дидаль, Бырс, Гармо, РГО, Медвежьего и др. на Тянь-Шане, Памире и Памиро-Алае.
За пределами бывшего СССР — пульсирующие ледники Уолш, Варьегейтид (Variegated), Беринга, Ренду и др. на Аляске, Хейса, Танабреан, Фон-Постбрэн и др. на Шпицбергене, Фернагтфернер и др. в Альпах, пульсирующие ледники вулканических конусов Исландии и Камчатки, Тибета, Чилийских Анд, Новой Зеландии и других территорий современного оледенения.

### Ледник Медвежий. Горный Бадахшан
Ледник Медвежий находится в Горном Бадахшане, на западном склоне хребта Академии Наук, который протягивается вкрест простиранию основных субширотных геологических структур Памира. Современная долина Медвежьего состоит из двух резко отличных частей: самой долины и фирновой области ледника. Долина Медвежьего (долины реки Хирсдары, бассейн реки Абдукагор, левого истока реки Ванч) — глубоко врезанное ущелье, наследующее тектонический разлом. Простирание ущелья совпадает с общим простиранием геологических структур, глубина ущелья достигает 2 км при средней крутизне бортов до 40°. Склоны ущелья осложнены эрозионными бороздами, по которым сходят лавины, сели и камнепады. На левом борту основной долины из области питания обширного цирка Медвежий принимает свой единственный приток. У подножий склонов почти непрерывной лентой простираются лавинно-осыпные шлейфы слившихся конусов выноса, к которым прислонены (или под которыми погребены) узкие, островершинные гряды боковых морен. Языки Медвежьего почти на всем протяжении «вложены» в эту систему пролювиально-коллювиально-моренных дуг.
Фирновая область Медвежьего состоит из трёх ветвей, которые сливаются в обширном плоскодонном понижении фирновой мульды над бровкой ледопада. Главной является южная ветвь, длина которой достигала 5 км, площадь — около 12,5 км²; длина восточной ветви равнялась 4,6 км при площади около 4,7 км²; длина северной ветви — более 2 км, а площадь — около 4,4 км². Таким образом, общая площадь фирновой мульды, вместе с частью ледопада, лежащей выше фирновой линии, составляла около 22,2 км².
Сёрджи Медвежьего происходили многократно: незадолго до 1916 года, в 1937 и в 1951 годах. Однако этот ледник привлёк внимание специалистов лишь в 1963 году, когда Медвежий продвинулся почти на 1,75 км вниз по своей долине (реки Хирсдара) и вышел в верховья Ванча, перегородив долину Абдукагора. Скорость продвижения ледника весной 1963 года составляла до 100 м/сутки, а в начале июля этого года сёрдж остановился. Выше конца ледника образовалось Абдукагорское ледниково-подпрудное озеро. Выдвинувшийся конец ледника быстро утратил связь с основным языком и превратился в огромный вытянутый по простиранию долины Ванча массив заморененного мёртвого льда.
Очередная подвижка Медвежьего произошла через 10 лет и продолжалась до августа 1973 года. Ледник на этот раз продвинулся дальше. В дальнейшем сёрджи Медвежьего регулярно повторялись, и уже в новом тысячелетии были отмечены систематические сёрджи различных размеров.
В результате измерений, проводившихся в марте — июле 1989 года сотрудниками Таджикской гидрометеослужбы, была получена непрерывная запись изменения скорости движения языка ледника, а также установлены их максимумы (более 50 м/сут с 13 по 17 июня). С помощью метода аэропсевдопараллаксов удалось установить, что в это же время на уровне примерно 2 км выше ледникового фронта скорость движения льда составляла 70 м/сут.
Наблюдение за состоянием ледника Медвежьего и некоторых других ледников Памира с конца 1990-х годов велось из космоса экипажами орбитальной станции «Мир», а в настоящее время — МКС.

### Геналдонская катастрофа. Пульсирующий ледник Колка на Северном Кавказе
Геналдонская ледниковая катастрофа, которая произошла вечером, около 20 часов, 20 сентября 2002 года в Северной Осетии, относится к событиям, выходящим за рамки установившихся традиционных классификаций пульсирующих ледников, известных механизмов ледниковых сёрджей, ледяных лавин и селей. Современные исследователи, работающие и в 2008 году на территории Геналдонской катастрофы, склонны относить её к относительно мало известному типу многостадийных гляциальных катастроф.
Как отмечали Владимир Котляков с коллегами, причиной катастрофы стала группа факторов. Процессы новейшей тектоники в совокупности с климатическими аномалиями предшествующих лет и данного года привели к резкой интенсивной обвальной деятельности на северном склоне горы Джимара. 
Геоморфологически мгновенная дестабилизация ледника Колка вследствие поступления на его поверхность огромного количества обломочного материала объясняется особенностями его строения, главным образом, затруднённым стоком из его тыловой части. Внутриледниковые каналы стока могли быть перекрыты. Этот факт, наряду с тепловым воздействием вулкана Казбек, способствовал накоплению избыточной массы воды под ледником.
Пусковым механизмом катастрофы, вероятно, было обрушение сводов над внутренними или подлёдными полостями ледника, заполненными водой. Высказываются даже предположения о том, что ледник катастрофически вышел из своего ложа благодаря газовым извержениям или газодинамическому выбросу.
Однако, как полагает Д. А. Петраков, более реалистичным триггером катастрофы представляется все же очередной обвал, который оставил след на левой береговой морене и мог способствовать срыву верхней дестабилизированной части ледника. Предполагается, что эта часть (лёд, насыщенный водой и каменным материалом), «проехала» по языку ледника и, направляемая поворотом левой береговой морены, перехлестнула через правую морену на «поляну Шелестенко». На срыв тыловой части ледника Колка сразу же отреагировал его язык. Импульс движению мог дать и отрыв нижней части ледника по разлому, который располагался в нижних частях его крутых притоков. Основная же масса льда прошла через каньон между ледником Майли и отрогом пика Геодезистов.
Таким образом, заключают специалисты, движение ледово-водно-каменного потока во время Геналдонской катастрофы 2002 года имело ряд особенностей:
- экстремальные скорости (до 250 км/ч) при относительно небольшом уклоне долины;
- поток «разжижался» по мере продвижения вниз по долине;
- дальность выброса потока была аномально высокой, масса льда остановилась в Кармадонской котловине, а ниже Скалистого хребта наблюдался типичный сель со скоростью воды из-под завала в 17 м/с и более;
- наличие заплесков на высоту до 250 м;
- поток состоял из двух основных волн, которые двигались одна за другой.

На участке от ледника Колка до Кармадонских ворот характер движения определяется как промежуточная стадия между лавиной и селем, имеющая признаки обоих явлений.

#### Последствия Геналдонской катастрофы 2002 года
Гляциальная катастрофа 2002 года стала неожиданностью. Стихийное бедствие унесло жизни 126 человек (в том числе съёмочной группы Сергея Бодрова-младшего). Был полностью уничтожен посёлок Нижний Кармадон, базы отдыха Северо-Осетинского государственного университета и республиканского Министерства юстиции, системы коммуникаций и т. д.
Ледник Колка «ушёл» со своего ложа почти целиком, более 100 млн м³ льда, воды и камней со скоростью более 180 км/ч пронеслись вниз по долине почти на 20 км. Теснина Скалистого хребта преградила путь ледяной массе, но селевой поток прошёл ещё 17 км и остановился, немного не дойдя до поселка Гизель. Такие многостадийные ледниковые катастрофы — редкое явление, опасное своей непредсказуемостью и масштабами.
Особенность многостадийных ледниковых катастроф — их повторяемость. В долине Геналдона такие катастрофы были в 1902 и 2002 годах. В то же время есть сведения, что они происходили там и раньше. «Классические» сёрджи Колки были отмечены в 1834 и в 1969 годах.
Таким образом, последний сёрдж ледника Колки совпал во времени с рядом других серьёзных геологических и географических факторов, что и вызвало описанное явление. Возможно, что этот комплекс причин не является совпадением, а закономерен, и сама катастрофа относится к часто повторяющимся (в геологическом времени) событиям.

## Ледниково-подпрудные озёра
Эти озёра возникают перед краем ледниковых покровов, а также в расширениях горных речных долин при их подпруживании долинными ледниками. Механизм такого подпруживания не совсем ясен. Ещё недавно существовало мнение, что блокировать речные долины способны ледники различных морфодинамических типов — от медленно наступающих до пульсирующих. Например, долина ледника Северный Иныльчек на Тянь-Шане ежегодно блокируется быстрее выдвигающейся правой ветвью южного ледника. При этом примерно в одном и том же месте возникает ледниково-подпрудное озеро — озеро Мерцбахера, содержащее около 200 млн м³ воды. Также ежегодно, обычно в начале осени, это озеро катастрофически прорывается, при этом расходы гляциальных паводков-селей могут превышать 1000 м³/с.
Однако существует мнение, что такие озера, как озеро Мерцбахера, являются исключением из правила, и ледниково-подпрудные озера возникают в основном в результате сёрджей пульсирующих ледников. Это мнение пока доказывается эмпирически на примерах сотен современных озёр этого типа. Механизм же образования озера Мерцбахера можно объяснить необычной морфологией ледниковых долин в этом районе Тянь-Шаня, а также морфодинамическим типом самих ледников.
Режим современного ледниково-подпрудного озера удобно рассмотреть на примере «эталонного» Абдукагорского озера, систематически возникающего при сёрджах памирского ледника Медвежьего.
Гляциологическая экспедиция Института географии АН СССР проводила специальные многолетние исследования в верховьях реки Ванч. В частности, было установлено, что подвижка Медвежьего в 1973 году была более мощной, чем сёрдж 1963 года. В результате этого Абдукагорское озеро достигло объёма в 16,4 млн м³ при средней глубине в 42 м и максимальной, около ледниковой плотины, — 100 м. Кроме этого, большое количество воды скапливалось и в самом леднике, а также в краевых ложбинах между ледником и склонами долин (на 19 июня 1973 года). Первый прорыв озера произошёл 19—20 июня 1973 года. После достижения зеркалом озера абсолютной отметки 3085 м вода начала просачиваться по левобережному краевому разлому к плоскости глубинного скола. Общий перепад высот от максимального уровня озера до выходящего грота в нижнем бьефе составил 196 м. Утром 19 июня вода из озера начала сочиться сквозь ледяную плотину в долину ручья Мёртвый сай. Расходы воды при этом были незначительны и компенсировались приходом воды в Абдукагорское озеро с верховьев р. Абдукагор. Через несколько часов скорость опорожнения резко возросла, и около 10 часов утра расход потока достиг почти 1000 м³/с. После пика гидрографа начался резкий же его спад, и к полудню сток из озера полностью прекратился. Озеро начало наполняться вновь. Хотя менее чем за двое суток из Абдукагорского озера выплеснулось около 13 млн м³ воды, озеро не опорожнилось окончательно. Объём остаточного озера составил 3,4 млн м³.
Очередное наполнение озерной ванны и последующий прорыв озера начался утром 3 июля 1973 года. Продолжительность катастрофического паводка была меньше первой, однако количество сброшенной воды было примерно таким же. Вечером того же дня расход на протяжении около 30 минут составлял около 1400 м³/с. Волна паводка высотой 6 м за несколько часов достигла поселка Ванч, который располагается в 90 км от участка катастрофы. Однако и на этот раз Абдукагорское озеро не было спущено полностью, и остатки его просуществовали до весны 1978 года.
При прорывах Абдукагорского ледниково-подпрудного озера 1963 и 1973 годов мощные потоки с расходами до 1500 м³/с, вырываясь из гротов подлёдных тоннелей в долину Мёртвого Сая, с огромной разрушительной силой били в подножье древнего пролювиального шлейфа, подмывали его, вызывая обрушение в поток огромного количества обломочного несортированного материала. Склон «хирсдарьинской» морены (Хирсдара берет начало из-под ледника Медвежий) к руслу потока был «срезан» почти до осевой линии, и несколько миллионов тонн моренного материала было унесено потоком. Часть грубообломочного материала была сброшена селем у края выдвинувшегося ледника. Здесь образовался большой селевой конус, который в 1963 году на высоту до 10 метров завалил базовый геологический поселок Дальний. Часть же уступа, на котором находилась окраина поселка, была просто уничтожена и унесена селем. Пострадали также и многие кишлаки ниже по течению в долине Ванча.
На Северном Кавказе в ходе ледниковой катастрофы 2002 года и непосредственно после неё образовалось большое количество свободной воды, часть которой оказалась блокированной непрочными ледовыми массами. Это, в свою очередь, привело к активному термокарсту и термоэрозии. Вода, находившаяся в теле ледового массива под напором, искала выхода, при этом возникавшие озёра исчезали и менялись в размерах очень быстро. 27 сентября существовало девять чётко различимых озёр, а 6 октября их было уже тринадцать. Общая площадь этих озёр составляла не менее 437 тыс. м² (данные С. С. Черноморца) Крупнейшим из этих «эпикатастрофических» озёр было Санибанское озеро, формирование которого произошло сразу после катастрофы, оно накапливалось до 18 октября. За месяц в этом озере скопилось более 3 млн м³ воды при максимальной глубине более 40 м.
Изучение в течение нескольких лет всего района Геналдонской катастрофы даёт специалистам основание полагать, что ледовое тело в Кармадонской котловине будет таять ещё долго, причём дольше всего мёртвые льды сохранятся в осевой части долины, между селениями Нижнее Кани и Кармадонскими воротами. Основной объём разрушения ледового тела связывается с термоэрозией, термокарстом и распадом ледово-каменных массивов на отдельные блоки. Процесс поверхностного таяния будет, очевидно, довольно длительным из-за бронирующего эффекта каменного материала на ледяной поверхности. Этот процесс, в частности, изменит водный режим р. Геналдон, что выразится в первую очередь в увеличении её расходов по сравнению с докатастрофическими показателями. Поэтому вероятны очередные прорывы этих озёр, в результате которых по долине будут сходить гляциальные грязе-каменно-водно-ледовые сели и паводки. Общий обзор этих явлений на различных ледниково-подпрудных озёрах мира представлен в книге Ю. Б. Виноградова
Большинство современных ледниково-подпрудных озёр имеет небольшие размеры, их площади не достигают и одного квадратного километра. Как показано, для таких озёр характерны частные флуктуации объёма воды, поэтому определение их площадей затруднено. Небольшое количество озёр сбрасывается по ложбинам, выработанным в коренных породах (маргинальным спиллвеям), и/или туннельным долинам и имеет стабилизированные уровни. Большинство же ледниково-подпрудных озёр сбрасывает свои воды через внутриледниковые и подледниковые каналы, поэтому их размеры колеблются с широчайшей амплитудой. В частности, Р. Дж. Райс пишет о многократно наблюдавшихся резких падениях уровня приледниковых озёр, из-за которых айсберги, ещё день—два назад плававшие в глубокой воде, оказывались «насаженными» на склоны сухих или почти сухих озёрных ванн. В соответствии с этим огромные колебания испытывают расходы и уровни рек, вытекающих из-под ледниковых языков. Слабо сочащиеся ручейки могут здесь геологически мгновенно приобрести характер очень энергичных потоков, которые в научной литературе Запада, да уже и в России стали именовать, независимо от происхождения, исландским термином «йоукюльхлёйп».
Механизмы систематических прорывов приледниковых озёр разнообразны и до сих пор представляют собой предмет обсуждений.

## О возможности сёрджей древних ледников. Палеогеографическое значение реконструкции плейстоценовых сёрджей
Горные ледники являются очень чуткими индикаторами климатических изменений. Именно поэтому маркировке концов ледников и датированию моренных отложений прошлого всегда и всеми придаётся исключительно важное значение. Приобретшая в последние шестьдесят с лишним лет, со времени работ Л. А. Варданянца, определённую популярность «алтайская», в частности, палеогляциологическая, шкала предусматривает обязательное наличие не менее семи—восьми последовательно поднимающихся вверх по долинам стадиальных морен, фиксирующих позднеплейстоцен-голоценовые подвижки или остановки в целом деградировавших ледников.
Действующая по «принципу русской матрёшки», эта шкала долгое время представляла собой настоящее прокрустово ложе для исследователей, обречённых разыскивать весь «законный» набор из семи или восьми конечных морен, или объяснять отсутствие какой-нибудь из них («выпадение») из этого набора в конкретных долинах.
Однако следование этой «классической альпийской схеме» последней стадиальной дегляциации, когда каждое последующее оледенение должно было оказываться меньше по площади предыдущего, при палеогеографических и других реконструкциях не увенчалось, да и не должно было увенчаться успехом.
Действительно, общей главной тенденцией изменений горных ледников в поздне- и послеледниковое время является их отступание, соответствующее общему потеплению и, возможно, аридизации. На фоне этого имело место несколько наступаний, которые, вероятно, можно связывать с сильными похолоданиями (до −2 °C от среднелетних многолетних температур). Многочисленные материалы из различных современных горно-ледниковых районов показывают, что во время этих кратковременных подвижек горные ледники часто выдвигались далеко за свои прежние границы и налегали на более древние конечные морены или полностью перекрывали их. Такую ситуацию, например, для горных ледников Тянь-Шаня описывает Д. В. Севастьянов. О. Н. Соломина пишет, что на Алтае морены максимума малого ледникового периода XVIII—XIX веков частично перекрывают более старые морены, относящиеся к периоду 1200—1350 лет тому назад. На Алтае, во многих долинах плоскогорья Укок и в долине р. Ак-Коль (левый исток р. Чагана), молодые морены стадии фернау погребают под собой морены исторической стадии. То же самое наблюдается и в древнеледниковых долинах массива Монгун-Тайга. Ю. П. Селиверстов, показывая возвратно-поступательный характер стадиального сокращения ледников, в сущности описывает быстрые ледниковые подвижки-сёрджи, после которых более молодые «морены-шлейфы» оказываются наложенными и даже вложенными в более древние конечно-моренные комплексы. Можно с большой долей уверенности ожидать, что многие древние морены могли быть полностью погребены под более молодыми моренными или водно-ледниковыми образованиями («выпадение») или просто уничтожены более поздними наступаниями ледников и их талыми водами.
Вместе с тем возможность плейстоценовых и голоценовых сёрджей в традиционной палеогеографии практически не учитывается, хотя сейчас установлена их повсеместность и частая повторяемость не только в горах, но и на территориях современных четвертичных ледниковых покровов.
Именно поэтому весьма примечательны известные радиоуглеродные датировки конечных морен в районе посёлка Чибит в Центральном Алтае. Здесь в моренных отложениях инженерного разреза вдоль Чуйского тракта были обнаружены линзообразные прослои хорошо сохранившегося древесного угля, по которым были получены две датировки: 4970 ± 90 и 4300 ± 100 лет (СОАН-439 и СОАН-440).
Эти датировки большинством исследователей ранее не принимались в расчёт и отвергались как слишком «юные», а потому — ошибочные. Однако, если иметь в виду реальность ледниковых сёрджей прошлого и учитывать возможно значительный период запаздывания реакции у большого ледника, находившегося в суперпозиции с синхронными ему гидрометеорологическими условиями, на прошлые климатические изменения, то эти датировки не представляются ложными и экзотическими, как было уже сказано ранее, а напротив, вызывают большой интерес.
Палеогеографическое значение реконструкций сёрджей имеет ещё один важный аспект. Подавляющее большинство современных ледниково-подпрудных озёр, испытавших катастрофические сбросы, подпруживаются пульсирующими ледниками. Каждому очередному заполнению межгорных впадин талыми водами предшествует очередная подвижка подпруживавшего ледника, как это было показано на примере Абдукагорского ледниково-подпрудного озера в Горном Бадахшане. Если сёрджей не происходит, то озера не возникает, то есть нет его прорыва, как, разумеется, нет и дилювиальных потоков.
Только в пределах Горного Алтая в последнюю ледниковую эпоху существовало несколько десятков крупных (площадью свыше 100 км²) и тысячи небольших ледниково-подпрудных озёр. Они занимали межгорные впадины и речные долины различных морфологических типов и располагались почти равномерно по всей территории Горного Алтая. Из этого следует, что, по крайней мере, в позднеледниковое время (16—18 тыс. лет назад) пульсирующие ледники, которые подпруживали эти озера, были равным образом характерны для всех высотно-климатических зон Алтая. Другими словами, четвертичные и голоценовые сёрджи в горах в этот период были не исключением, а правилом, и поэтому ожидать в ледниковых долинах какого-то определённого количества конечных морен единого стадиального ранга — бессмысленно. О бессмысленности таких подсчётов говорит и первый постулат дилювиальной теории — «многократные дилювиальные потоки-фладстримы, которые продуцируются при сбросах ледниково-подпрудных озёр (обязанных своим образованием сёрджам), полностью или частично уничтожают следы самих ледников». Процессы же дилювиальной эрозии и аккумуляции в большинстве современных палеогеографических работ пока лишь только упоминаются или декларируются.

## Фотографии и карты
- Merzbacher Lake
- Фотографии Геналдонского ущелья после схода ледника
- Сёрдж ледника Susitna, Аляска
- Конец пульсирующего ледника массива Ватнаёйкюдль, Исландии, GoogleMap
- Петли серединных морен пульсирующего ледника Беринга, Аляска, GoogleMap
- Лист карты K-38-41 Мизур. Масштаб: 1 : 100 000. Состояние местности на 1984 год. Издание 1988 г.
- Лист карты K-38-42 Тарское. Масштаб: 1 : 100 000. Состояние местности на 1984 год. Издание 1988 г.